# Cantón de Mana
El cantón de Mana (en francés canton de Mana) era una división administrativa francesa, que estaba situada en el departamento y la región de Guayana Francesa.

## Composición
El cantón estaba formado por dos comunas:
- Awala-Yalimapo
- Mana

## Supresión de los cantones
El 31 de diciembre de 2015, los cantones de Guayana Francesa fueron suprimidos, en aplicación de la ley n.º 2011-884, de 27 de julio de 2011, relativa a las colectividades de Guayana Francesa y Martinica; y específicamente de su artículo 8.º, apartado L558-3 y sus dos comunas pasaron a formar parte de la nueva sección de Basse-Mana.